# Teorema de Modigliani-Miller
O teorema de Modigliani-Miller (de Franco Modigliani e Merton Miller) é um teorema sobre a estrutura de capital, formando, sem dúvida, a base do pensamento moderno sobre estrutura de capital em finanças empresariais. O teorema básico afirma que, com um dado processo de fixação de preços de mercado (o clássico passeio aleatório), na ausência de impostos, de custos por insolvência (bankruptcy costs), de custos de agência (agency costs) e de informação assimétrica, e na hipótese de existir um mercado eficiente, o valor de uma empresa não é afetado pela forma como essa empresa é financiada.
Ou, na expressão do próprio Modigliani:
"...com mercados a funcionar bem (e impostos neutros) e investidores racionais, que podem 'alterar' a estrutura financeira da empresa detendo valores positivos ou negativos de dívida, o valor de mercado da empresa – dívida mais capital próprio – depende apenas do fluxo de rendimento gerado pelos seus ativos. Do que se deduz, em particular, que o valor da empresa não deve ser afetado pela parcela da dívida na sua estrutura financeira, ou pelo que seja feito aos proveitos líquidos – pagos como dividendos ou reinvestidos (havendo lucro).
("… with well-functioning markets (and neutral taxes) and rational investors, who can ‘undo’ the corporate financial structure by holding positive or negative amounts of debt, the market value of the firm – debt plus equity – depends only on the income stream generated by its assets. It follows, in particular, that the value of the firm should not be affected by the share of debt in its financial structure or by what will be done with the returns – paid out as dividends or reinvested (profitably)). 
Não importa se o capital da empresa é angariado pela emissão de ações ou de dívida. Não importa qual é a política de dividendos da empresa. Em consequência, o teorema de Modigliani-Miller é também muitas vezes chamado o princípio da irrelevância da estrutura de capital.
O teorema de Modigliani-Miller base foi desenvolvido num mundo sem impostos. No entanto, quando os juros da dívida são dedutíveis ao imposto sobre o lucro, e ignorando outras fricções, o valor da empresa aumenta proporcionalmente ao montante de dívida adquirida. E a fonte de valor adicional é devido ao montante poupado de impostos por se emitir dívida em vez de ações (capital próprio).
Franco Modigliani foi galardoado com o Prémio Nobel de Economia em 1985 por esta e outras contribuições para a ciência económica.
Merton Miller era professor na Universidade de Chicago quando foi galardoado em 1990 com o Prémio Nobel de Economia em conjunto com Harry Markowitz e William F. Sharpe, pela "obra na teoria da economia financeira," sendo Miller especificamente citado pelas suas "contribuições fundamentais para a teoria das finanças empresariais."

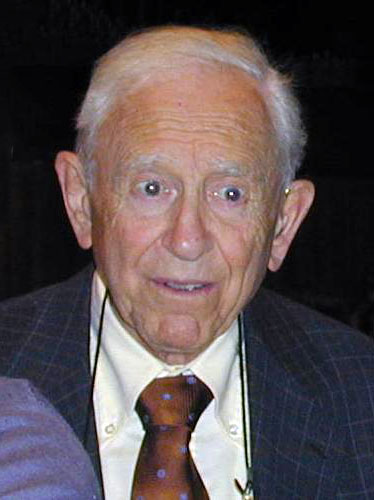
Franco Modigliani

## Enquadramento
Miller e Modigliani deduziram o teorema e escreveram o seu artigo inovador quando eram ambos professores na Universidade Carnegie Mellon. Miller e Modigliani foram escolhidos para ensinar finanças empresariais para estudantes de gestão, apesar de não terem nenhuma experiência prévia em finanças empresariais. Quando tomaram conhecimento do material que existia consideraram-no inconsistente pelo que decidiram corrigi-lo. O resultado foi o artigo na American Economic Review e o que mais tarde ficou conhecido como o teorema de M & M.
Miller e Modigliani publicaram uma série de artigos de desenvolvimento analisando algumas destas questões. O teorema foi proposto por F. Modigliani e M. Miller pela primeira vez em 1958.

## O teorema
Considerem-se duas empresas que são idênticas, exceto nas suas estruturas financeiras. A primeira (Empresa N) é não alavancada, ou seja, que é financiada apenas por capital próprio. A outra (Empresa A) é alavancada, ou seja, é financiada parcialmente por capital próprio e parcialmente por dívida. O teorema de Modigliani-Miller afirma que o valor das duas empresas é o mesmo.

## Sem Impostos

### Proposição I
{\displaystyle V_{N}=V_{A}\,}
em que:
{\displaystyle V_{N}} é o valor de uma empresa não alavancada = preço de compra de uma empresa financiada apenas de capital próprio, e {\displaystyle V_{A}} é o valor de uma empresa alavancada = preço de compra uma empresa que é financiada por uma combinação de dívida e de capital próprio. (utiliza-se alavancada para tradução de levered ou geared).
Para ver por que razão tal deve ocorrer, suponhamos que um investidor está a considerar a compra de uma das duas empresas N ou A. Em vez de comprar as ações da empresa alavancada A, ele podia comprar as ações da empresa N e obter de empréstimo a mesma quantidade de dinheiro D que a empresa A obteve. O retorno de qualquer destes investimentos acabaria por ser o mesmo. Por conseguinte, o preço de A deve ser o mesmo do preço de N menos o dinheiro obtido de empréstimo D, que é o valor da dívida da A.
Esta discussão também esclarece o papel de alguns dos pressupostos do teorema. Assumimos implicitamente que o custo do dinheiro obtido de empréstimo pelo investidor é o mesmo do pedido pela empresa, o que pode não ser verdade havendo informação assimétrica, na ausência de mercados eficientes, ou se o investidor tem um perfil de risco diferente do da firma.

### Proposição II
{\displaystyle r_{E}(Alavancada)=r_{E}(NaoAlavancada)+{\frac {D}{E}}(r_{E}(NaoAlavancada)-r_{D})}
em que:
- {\displaystyle r_{E}} é a taxa exigida de rentabilidade do capital próprio (equity), ou custo do capital.
- {\displaystyle r_{D}} é a taxa exigida de rentabilidade da dívida, ou custo da dívida.
- {\displaystyle {\frac {D}{E}}} é a razão entre dívida e capital próprio (equity).

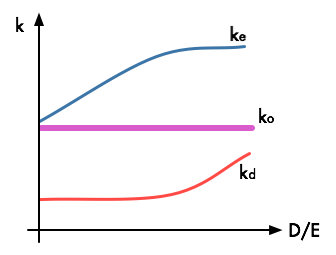
Proposição II com dívida com risco. Com o aumento da alavancagem (ou seja, da razão entre dívida e capital, D/E), o custo de capital médio ponderado - CCMP (weighted average cost of capital-WACC) (k0) mantém-se constante.

Uma razão dívida-capital próprio maior leva a que seja maior a rendibilidade do capital próprio exigida, devido ao maior risco que os detentores do capital próprio têm numa empresa com dívida. A fórmula é deduzida da teoria do custo de capital médio ponderado - CCMP(weighted average cost of capital - WACC).
Estas proposições são verdadeiras na base dos seguintes pressupostos:
- não existem custos de transação, e
- os indivíduos (detentores do capital) e as empresas obtêm fundos de empréstimo (dívida) às mesmas taxas de juro.

Estes resultados podem parecer irrelevantes (no fim de contas, nenhuma destas condições se verifica no mundo real), mas o teorema continua a ser ensinado e estudado porque nos diz algo muito importante. Ou seja, a estrutura de capital  é importante precisamente porque um ou mais destes pressupostos é violado. Diz-nos onde procurar os determinantes da estrutura de capital ótima e como esses fatores podem afetar a estrutura de capital ótima.

## Com Impostos

### Proposição I
{\displaystyle V_{A}=V_{N}+T_{C}D\,}
em que:
- {\displaystyle V_{A}} é o valor da empresa alavancada.
- {\displaystyle V_{N}} é o valor da empresa não alavancada.
- {\displaystyle T_{C}D} é o produto da taxa de imposto ({\displaystyle T_{C}}) pelo valor de dívida (D)
- o termo {\displaystyle T_{C}D} pressupõe que a dívida é perpétua

Isto significa que há vantagens em as empresas serem alavancadas, dado que as empresas podem deduzir ao imposto os juros pagos. Portanto a alavancagem reduz o pagamento de imposto. O pagamento de dividendo não é dedutível.

### Proposição II
{\displaystyle r_{E}=r_{0}+{\frac {D}{E}}(r_{0}-r_{D})(1-T_{C})}
em que:
- {\displaystyle r_{E}} é a taxa de rendibilidade do capital próprio (equity) exigida, ou custo do capital próprio alavancado = capital próprio não alavancado + prémio de financiamento.
- {\displaystyle r_{0}} é o custo do capital próprio da empresa não alavancada (custo do capital próprio não alavancado, ou rendibilidade dos ativos com D/E = 0).
- {\displaystyle r_{D}} é a taxa de rendibilidade dos empréstimos exigida, ou custo da dívida.
- {\displaystyle {D}/{E}} é a razão dívida-capital próprio.
- {\displaystyle T_{c}} é a taxa de imposto.

A mesma relação como foi anteriormente descrita, afirmando que o custo do capital próprio aumenta com a alavancagem, porque o risco do capital próprio sobe, ainda se mantém. A fórmula, no entanto, tem implicações para a diferença com o custo de capital médio ponderado - CCMP (weighted average cost of capital - WACC). O segundo ensaio na estrutura de capital com inclusão de impostos identificou que, quando o nível de alavancagem aumenta, substituindo capital próprio por dívida barata, o nível do CCMP desce e uma estrutura de capital ótima de fato existe num ponto em que a dívida é de 100%.
Fazem-se os pressupostos seguintes na proposição com impostos:
- as empresas são tributadas à taxa {\displaystyle T_{C}} sobre o resultado após juros,
- não existem custos de transação, e
- os indivíduos e as empresas obtêm fundos de empréstimo à mesma taxa de juro.

## Nota
- Este artigo foi inicialmente traduzido, total ou parcialmente, do artigo da Wikipédia em inglês cujo título é «Modigliani–Miller theorem».

### Leituras adicionais
- Brealey, Richard A.; Myers, Stewart C. (2008) [1981]. Principles of Corporate Finance 9th ed. Boston: McGraw-Hill/Irwin. ISBN 978-0-07-340510-0
- Stewart, G. Bennett (1991). The Quest for Value: The EVA management guide. New York: HarperBusiness. ISBN 0-88730-418-4
- Modigliani, F.; Miller, M. (1958). «The Cost of Capital, Corporation Finance and the Theory of Investment». American Economic Review. 48 (3): 261–297. JSTOR 1809766
- Modigliani, F.; Miller, M. (1963). «Corporate income taxes and the cost of capital: a correction». American Economic Review. 53 (3): 433–443. JSTOR 1809167
- Miles, J.; Ezzell, J. (1980). «The weighted average cost of capital, perfect capital markets and project life: a clarification». Journal of Financial and Quantitative Analysis. 15: 719–730. JSTOR 2330405. doi:10.2307/2330405
- Sargent, Thomas J. (1987). Macroeconomic Theory Second ed. London: Academic Press. pp. 157–162. ISBN 0-12-619751-2